# Fearless Frank
Pour plus de détails, voir Fiche technique et Distribution.
Fearless Frank est un film américain réalisé par Philip Kaufman et sorti en 1967.
Second long métrage de Philip Kaufman, il est présenté au festival de Cannes 1967.

## Synopsis
Frank est un garçon rural et peu sophistiqué. Il se rend à Chicago, espérant y faire fortune. À son arrivée, il croise le chemin de Plethora. Cette dernière fuit un gangster uniquement connu sous le surnom de « The Boss ». Les hommes de main du mafieux arrivent, prennent Plethora et abattent Frank. Son corps est découvert par « The Good Doctor » et son serviteur Alfred. Claude utilise une invention de sa création et ressuscite Frank. Claude entraîne Frank à devenir un citoyen instruit et bienveillant. Il lui révèle ensuite qu'il possède désormais des pouvoirs surnaturels. « Fearless Frank » commence alors sa carrière de combattant du crime.

## Fiche technique
Sauf indication contraire, les informations mentionnées dans cette section peuvent être confirmées par la base de données cinématographiques IMDb,  présente dans la section « Liens externes ».
- Réalisation et scénario : Philip Kaufman
- Musique : Meyer Kupferman
- Photographie : Bill Butler
- Montage : Luke Bennett et Aram Boyajian
- Production : Philip Kaufman et Nathan Kaufman
- Société de production : Jericho Productions
- Société de distribution : Trans American Films (États-Unis), Astral Films (Canada)
- Budget : n/a
- Pays de production :  États-Unis
- Langue originale : anglais
- Format : couleur
- Genre : comédie, fantastique
- Durée : 83 minutes
- Dates de sortie[1] :
  - France : 29 avril 1967 (festival de Cannes)
- Classification[2] :
  - États-Unis : G - General Audiences

## Distribution
- Monique van Vooren : Plethora
- Jon Voight : Fearless Frank
- Joan Darling : Lois
- Severn Darden : The Good Doctor / Claude le scientifique
- Anthony Holland : Alfred
- Lou Gilbert : The Boss
- Benito Carruthers : The Cat
- David Steinberg : The Rat
- David Fisher : Screwnose
- Nelson Algren : Needles

## Production
Ce film marque les débuts au cinéma de Jon Voight. Philip Kaufman l'avait découvert dans la pièce de théâtre off-Broadway Vu du pont d'Arthur Miller. Le tournage a lieu dans l'Illinois, notamment à Chicago.

## Sortie et accueil
Le film est présenté au festival de Cannes 1967. Aux Etats-Unis, il est diffusé en 1968 dans un double programme avec L'Agent américain de Giorgio Gentili.